# Reuben Hoch
Reuben Hoch (* 1959 in Brooklyn, New York City) ist ein amerikanischer Jazzmusiker (Schlagzeug, Komposition) und Arzt.

## Leben und Wirken
Hoch, der als orthodoxer Jude erzogen wurde, begann mit zwölf Jahren, Schlagzeug zu lernen. Ab dem 16. Lebensjahr interessierte er sich für Jazz und spielte dann mit David Schnitter und Valery Ponomarev. 1982 zog er nach Israel, wo er in Tel Aviv Medizin studierte. Dort gründete er 1986 mit Klarinettist Harold Rubin, Gitarrist Tommy Bellman und Bassist Mark Smulian die Fusionband Zaviot, die in den nächsten zwei Jahren erfolgreich tourte und auf internationalen Festivals spielte. 1988 kehrte Hoch nach New York zurück. 
Neben seiner Medizinerausbildung fand er Zeit, mit Christoph Spendel die Band West End Avenue zu leiten, mit der er drei Alben (u. a. mit Jim Pepper und Lonnie Plaxico) vorlegte. Er gründete dann die Gruppe RH Factor, die mit Dave Liebman die beiden Alben Live in New York (1994) und If I Only Knew (1995) veröffentlichte. Dann zog er mit seiner Familie nach Boca Raton, wo er als Arzt praktiziert. Gemeinsam mit Robert Thomas junior leitet er das Chassidic Jazz Project, in dem traditionelle Melodien des Chassidismus in zeitgenössischen Jazzarrangements präsentiert werden. Mit Don Friedman und Ed Schuller spielte er das Album Of Recent Time (2006) ein.

## Diskographische Hinweise
- Reuben Hoch & The Chassidic Jazz Project: Live at the Broward Center for the Performing Arts (2004, mit Tom Lippincott, Felipe Lamoglia, Marie Randel, Barbara Corcillo, Dan Feiszli, Robert Thomas Jr. sowie Don Friedman)